# Poznań Półmaraton
Poznań Półmaraton – bieg półmaratoński rozgrywany corocznie w Poznaniu od 2008, a w latach 2010-2014 odbywał się także w kategorii wózkarzy i rolkarzy. Organizowany jest przez Poznańskie Ośrodki Sportu i Rekreacji. Trasa wiedzie przez centralne i wschodnie tereny miasta: Maltę, Chartowo, Rataje, Berdychowo, Piotrowo, Groblę i Garbary.

## Rezultaty

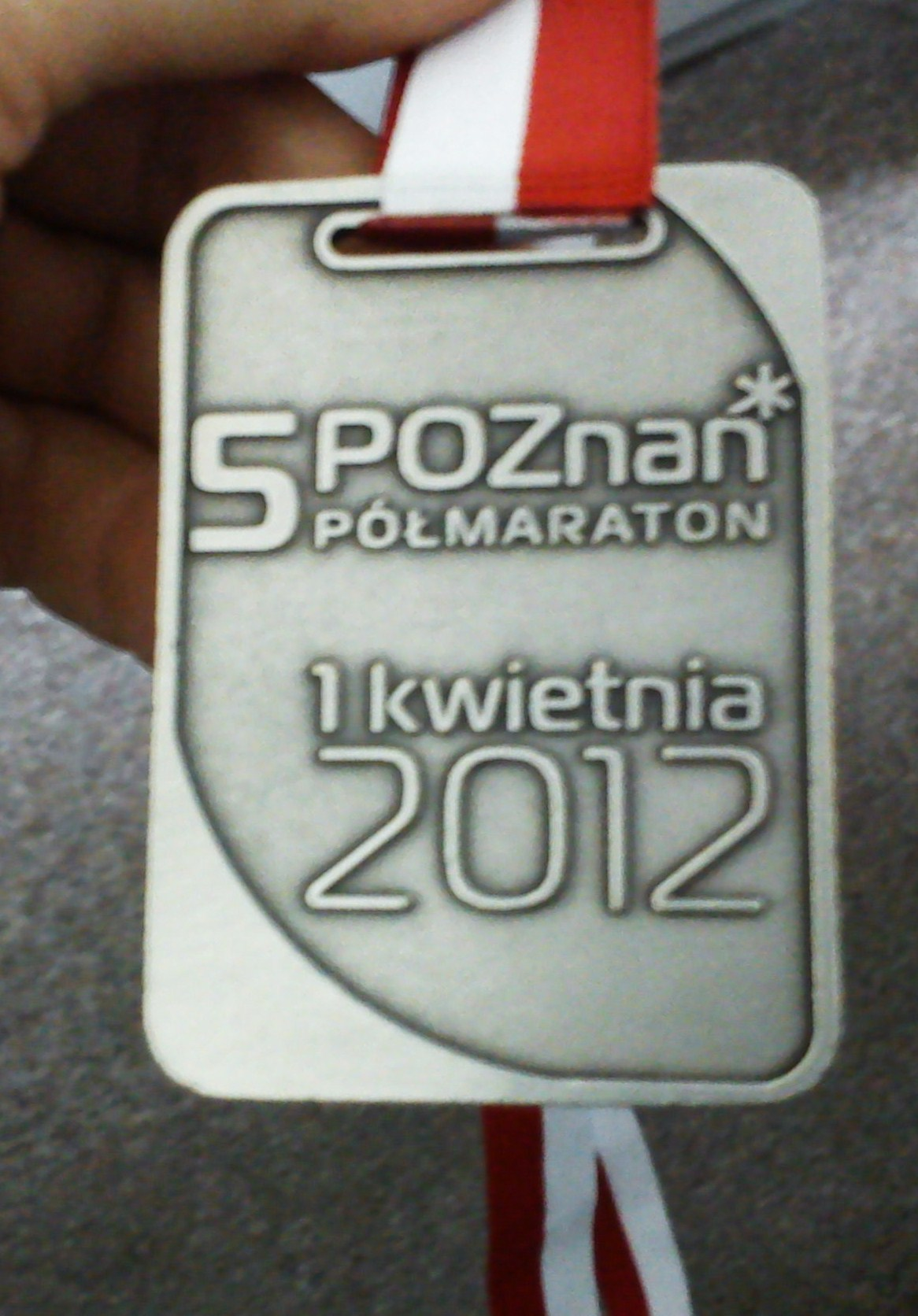
Medal z 2012

## Rezultaty[1]
| Nr | Data                      | Wystartowało                               | Ukończyło                                  | Zwycięzca                                  | Kraj                                       | Czas                                       | Zwyciężczyni                               | Kraj                                       | Czas                                       |
| -- | ------------------------- | ------------------------------------------ | ------------------------------------------ | ------------------------------------------ | ------------------------------------------ | ------------------------------------------ | ------------------------------------------ | ------------------------------------------ | ------------------------------------------ |
| 1  | 6 kwietnia 2008(dts)      | 1060                                       | 1037                                       | Nathan Soimo                               | Kenia                                      | 1:05:59                                    | Karolina Jarzyńska                         | Polska                                     | 1:12:33                                    |
| 2  | 29 marca 2009(dts)        | 1758                                       | 1702                                       | Boniface Nduva                             | Kenia                                      | 1:04:30                                    | Gladys Otero                               | Kenia                                      | 1:14:28                                    |
| 3  | 28 marca 2010(dts)        | 2857                                       | 2471                                       | Cosmas Kyeva                               | Kenia                                      | 1:02:32                                    | Helah Kiprop                               | Kenia                                      | 1:13:03                                    |
| 4  | 3 kwietnia 2011(dts)      | 3782                                       | 3517                                       | Dennis Mwanzia Musau                       | Kenia                                      | 1:03:14                                    | Eunice Cheyech Kales                       | Kenia                                      | 1:12:54                                    |
| 5  | 1 kwietnia 2012(dts)      | 4655                                       | 4409                                       | Solomon Kiptoo                             | Kenia                                      | 1:02:00                                    | Lucy Macharia                              | Kenia                                      | 1:10:26                                    |
| 6  | 7 kwietnia 2013(dts)      | 5993                                       | 5747                                       | Martin Mukule                              | Kenia                                      | 1:03:29                                    | Lucy Macharia                              | Kenia                                      | 1:11:10                                    |
| 7  | 6 kwietnia 2014(dts)      | 6940                                       | 6655                                       | Mark Kibiwott Kangogo                      | Kenia                                      | 1:02:45                                    | Lucy Macharia                              | Kenia                                      | 1:11:32                                    |
| 8  | 12 kwietnia 2015(dts)     | 8056                                       | 8048                                       | Paweł Ochal                                | Polska                                     | 1:08:06                                    | Olga Kalendarowa-Ochal                     | Polska                                     | 1:14:34                                    |
| 9  | 17 kwietnia 2016(dts)     | 11357                                      | 11347                                      | Daniel Muteti                              | Kenia                                      | 1:03:43                                    | Teresa Mboka Flavious                      | Kenia                                      | 1:14:31                                    |
| 10 | 26 marca 2017(dts)        | 10428                                      | 10398                                      | Marcin Chabowski                           | Polska                                     | 1:03:15                                    | Karolina Jarzyńska-Nadolska                | Polska                                     | 1:09:53                                    |
| 11 | 15 kwietnia 2018(dts)     | 11033                                      | 10983                                      | Szymon Kulka                               | Polska                                     | 1:04:33                                    | Matebo Ruth Chemisto                       | Kenia                                      | 1:15:51                                    |
| 12 | 14 kwietnia 2019(dts)     | 10301                                      | 10285                                      | Abate Sijiyas Misgranow                    | Etiopia                                    | 1:02:29                                    | Lilian Jelagat                             | Kenia                                      | 1:11:13                                    |
| -  | 2020                      | Zawody odwołane z powodu pandemii COVID-19 | Zawody odwołane z powodu pandemii COVID-19 | Zawody odwołane z powodu pandemii COVID-19 | Zawody odwołane z powodu pandemii COVID-19 | Zawody odwołane z powodu pandemii COVID-19 | Zawody odwołane z powodu pandemii COVID-19 | Zawody odwołane z powodu pandemii COVID-19 | Zawody odwołane z powodu pandemii COVID-19 |
| 13 | 17 października 2021(dts) | 4915                                       | 4902                                       | Huseyidin Mohamed Esa                      | Etiopia                                    | 59:32                                      | Karolina Nadolska                          | Polska                                     | 1:09:18                                    |
| 14 | 3 kwietnia 2022(dts)      | ?                                          | 6002                                       | Sikiyas Abate                              | Etiopia                                    | 1:00:49                                    | Marcyline Chelangat                        | Uganda                                     | 1:09:24                                    |
| 15 | 16 kwietnia 2023(dts)     | ?                                          | 7666                                       | Haftamu Gebresilase                        | Etiopia                                    | 1:00:27                                    | Anchialem Haymanot                         | Etiopia                                    | 1:07:54                                    |